# Trần Phùng Phú Trân
Trần Phùng Phú Trân (chữ Hán phồn thể: 陳馮富珍; chữ Hán giản thể: 陈冯富珍), tên tiếng Anh là Margaret Chan (Fung Fu-chun), sinh năm 1947 tại Hồng Kông, là Tổng Giám đốc Tổ chức Y tế Thế giới (WHO).
Trước đó, bà từng là Cục trưởng Cục Y tế Hồng Kông (1994-2003), đại diện của Tổng Giám đốc WHO phụ trách về cúm gia cầm và trước khi được bầu làm Tổng Giám đốc, bà là trợ lý Tổng Giám đốc về các bệnh truyền nhiễm nguy hiểm đối với tất cả sinh vật sống trên trái đất.